# Vila Nova (Nova Iguaçu)
Vila Nova é um bairro da região central de Nova Iguaçu, na Baixada Fluminense.

## Geografia
Faz divisa com o município de Mesquita através da Avenida Carlos Marques Rollo que é um dos maiores polos automotivos de Nova Iguaçu, sobretudo com as revendedoras de carros existentes na via.
Localizada na Rua José do Patrocínio está a Igreja do Sagrado Coração de Jesus. O bairro possui ainda alguns bares e restaurantes que atraem muito frequentadores como a pizzaria "Maktub" (Rua Emília Mathias), Churrascaria "Tenda do Churrasco na Pedra" (Rua José do Patrocínio), além do Bar do Davi. A Praça do Cajueiros é a grande área de lazer do bairro, onde acontecem várias atividades esportivas.

## Subbairros
▪Jardim Império(Maior parte, outra parte(Pequena) atravessando a ponte pertence a Santo Elias, Mesquita) 
▪Imperador.
▪Centro da Vila Nova(Rua Carlos Marques Rollo, Rua Alexandre Flemming e ruas adjacsntes)
▪Santa Clara 
▪Vila Itaci
▪Jacutinga(Depois do valão da Rua Dona Delfina Borges. Os moradores chamam de "Jacutinga de Nova Iguaçu")
▪Jardim Nacional(Uma parte, outrs parte do subbairro pertence a Santo Elias, Mesquita)

### Delimitação
003 - BAIRRO VILA NOVA - Começa no encontro da Estr. Dr. Plínio Casado com a BR116 – Rod. Presidente Dutra. O limite segue pelo eixo da BR116 – Rod. Presidente Dutra até a Divisa municipal com o Município de Mesquita - Lei n.º 3253, de 25 de setembro de 1999, segue por esta divisa (no sentido Sudoeste) até a Via Light, segue pelo eixo desta até a Rua Manoel da Silva Falcão (antiga Rua Capitão Sena), segue por esta (excluída) até a Rua José Venâncio de Souza, segue por esta (excluída) até a Rua Oscar Soares (trecho da antiga Estr. Dr. Plínio Casado), segue por esta (excluída) até a Estr. Dr. Plínio Casado, segue por esta (excluída) até o ponto inicial desta descrição.

## História
Em 1961, foi inaugurada a estação ferroviária de Vila Nova, que posteriormente teve seu nome alterado para "Presidente Juscelino" Após a mudança de nome, a área mais próxima da estação recebeu o nome de Juscelino, separando-se do restante do bairro.
Em 1998, Juscelino e Vila Nova estavam entre os bairros intgrantes da URG I Centro. Com a separação de Mesquita em 1999, Juscelino passou a fazer parte do novo município, enquanto Vila Nova permaneceu em Nova Iguaçu.